# 亜酸化窒素レダクターゼ
亜酸化窒素レダクターゼ（nitrous-oxide reductase）は、脱窒過程の最終段階で作用する窒素代謝酵素の一つで、次の化学反応を触媒する酸化還元酵素である。
窒素 + H2O + 2 酸化型シトクロムc {\displaystyle \rightleftharpoons } 亜酸化窒素 + 2 還元型シトクロムc
反応式の通り、この酵素の基質は亜酸化窒素(N2O)、生成物は窒素(N2)とH2Oである。
亜酸化窒素(N2O)を還元する酵素(Reductase)であることから論文などではN2ORと略記されることが多い。

補因子としてシトクロムc酸化酵素にも含まれる複核銅中心CuAおよび、還元反応の反応中心であり4つの銅と硫黄原子からなるクラスターであるCuZを含む。
組織名はnitrogen:cytochrome c oxidoreductase (N2O-forming)で、別名にN2O reductase、nitrogen:(acceptor) oxidoreductase (N2O-forming)がある。